# Richard Huelsenbeck

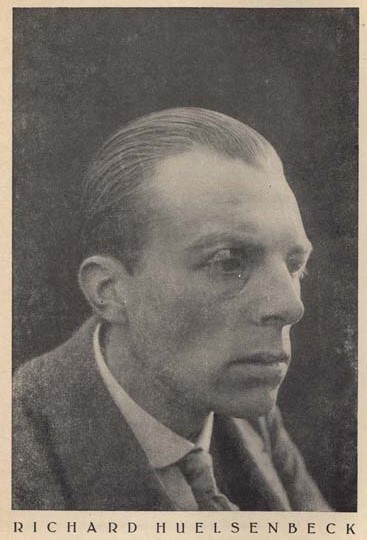
Richard Huelsenbeck (1920)

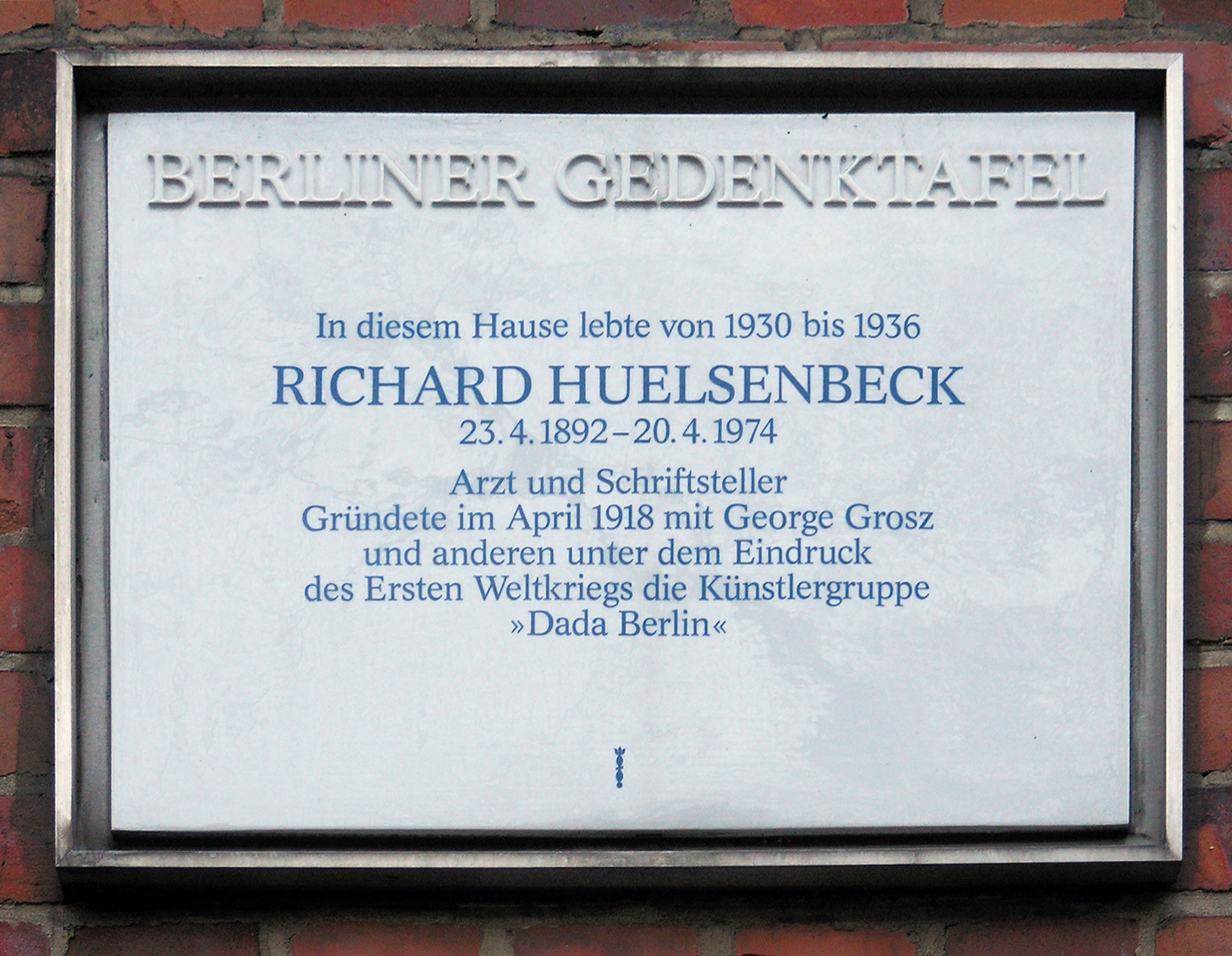
Plaquette aan Lessingstraat 12 in Stegl

Richard Huelsenbeck (Frankenau, 23 april 1892 – Muralto, 20 april 1974) was een Duits arts, schrijver en dadaïst. Hij werd geboren als Carl Wilhelm Richard Hülsenbeck.
Hij bracht zijn jeugd door in Dortmund en studeerde medicijnen in Zürich en Parijs. Later studeerde hij filosofie, kunstgeschiedenis en germanistiek. Huelsenbeck vluchtte in februari 1916 als dienstweigeraar naar Zwitserland. Hij speelde een belangrijke rol in het oprichten van het dadaïsme in Zürich en later, in Berlijn. In Zürich had Huelsenbeck contact met het befaamde Cabaret Voltaire en hij schreef er de dichtbundel Phantastische Gebete (1916).
Huelsenbeck schreef in Berlijn - waar hij vanaf 1917 weer woonde - meerdere werken over de Dada-beweging en was daar de centrale figuur. Zijn belangrijkste werk was het concipiëren van de 'Dada Almanach' in 1920, een poging de dadabeweging in een standaardwerk te omvatten. Hij schreef een geschiedenis van het dadaïsme in En avant Dada (1920, Ned. vert. 2001) en de roman De ondergang van Dr. Billig (1921, Ned. vert. 1996). 
Na de neergang van Dada werd Hülsenbeck scheepsarts en voer op Afrika, Amerika en het Verre Oosten. Hij was in die tijd tevens correspondent en schreef een aantal reisboeken. In 1936 emigreerde Hülsenbeck naar New York en werd Amerikaans staatsburger. Hij was daar de rest van zijn leven psychiater. Hij woonde de laatste jaren in Zwitserland, waar hij overleed. 

## Werk in Nederlandse vertaling
- Dieptepsychologie; een medische hulpwetenschap. Utrecht/Antwerpen: Het Spectrum (Prisma-Boeken 1034), 1964. (Oorspr. titel: "Sexualität und Persönlichkeit", 1954).
- Phantastiese Gebeden. Alkmaar: Fizz-Subvers Press, 1975 (Oorspr. titel: "Phantastische Gebete", 1916).
- De ondergang van Dr. Billig. Utrecht: IJzer, 1995 (Oorspr. titel: "Dr. Billig am Ende", 1921).
- En avant Dada. De geschiedenis van het Dadaïsme. Nijmegen: Vantilt, 2001 (Oorspr. titel: "En avant Dada: Eine Geschichte des Dadaismus", 1920).